# Alfa Romeo Stelvio
De Alfa Romeo Stelvio is een SUV van het Italiaanse automerk Alfa Romeo. Het model is geïntroduceerd in 2016 op de Los Angeles Auto Show. De auto is vernoemd naar de Stelviopas in de Italiaanse Alpen. Naast de Matta en de 156 Crosswagon Q4 is dit de derde terreinwagen die is ontwikkeld door Alfa Romeo. 

## Ontwikkeling
Geïnspireerd door de Kamal conceptauto uit 2003 werd de Stelvio ontwikkeld op hetzelfde Giorgio platform als de Giulia. Net als de Giulia heeft de Stelvio een optimale 50/50 gewichtsverdeling en een score van vijf sterren (97%) op de EuroNCAP test. De motor ligt voorin en de Stelvio kan worden uitgerust met vierwielaandrijving (Q4) of achterwielaandrijving.

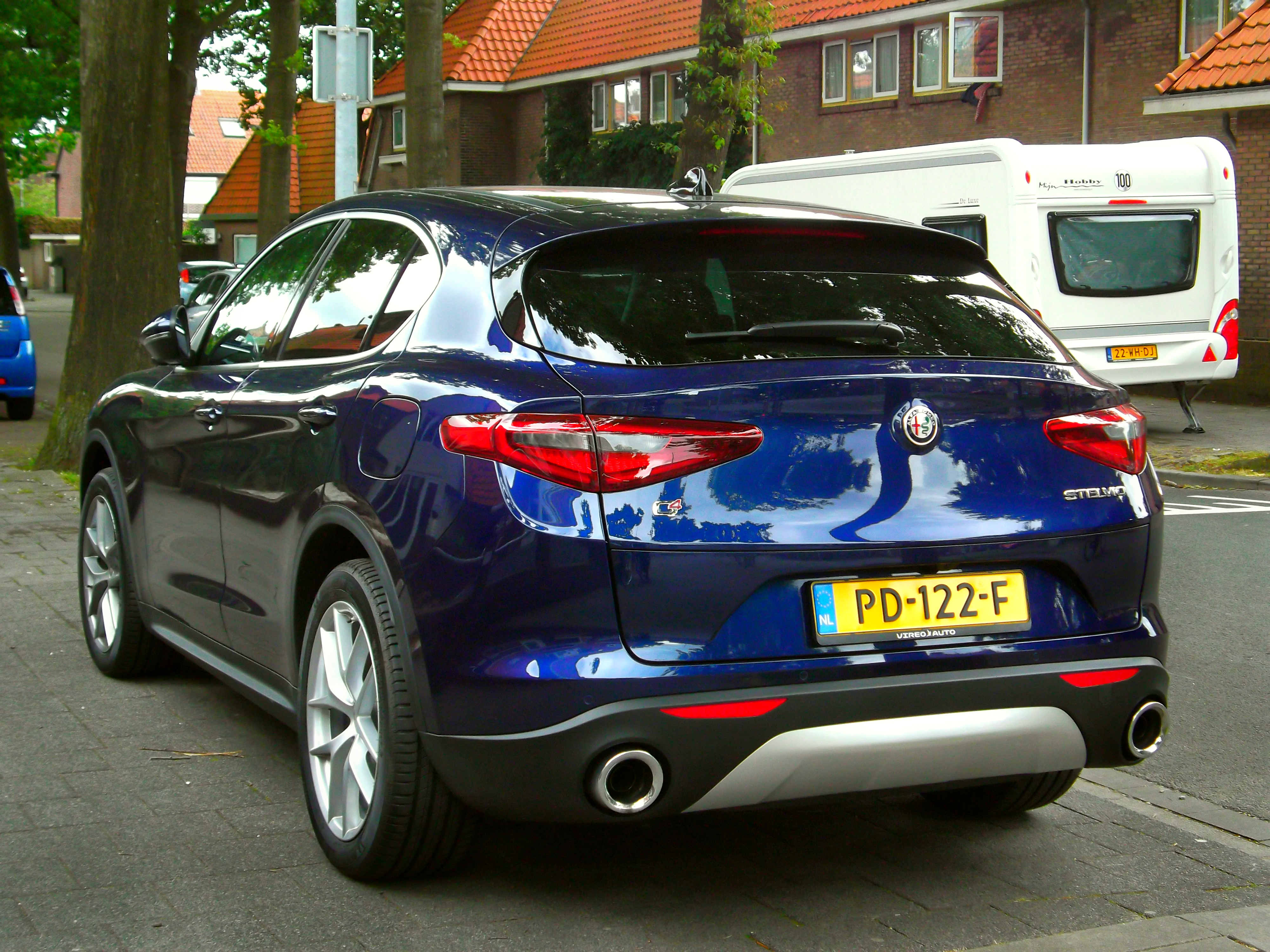
Achterkant
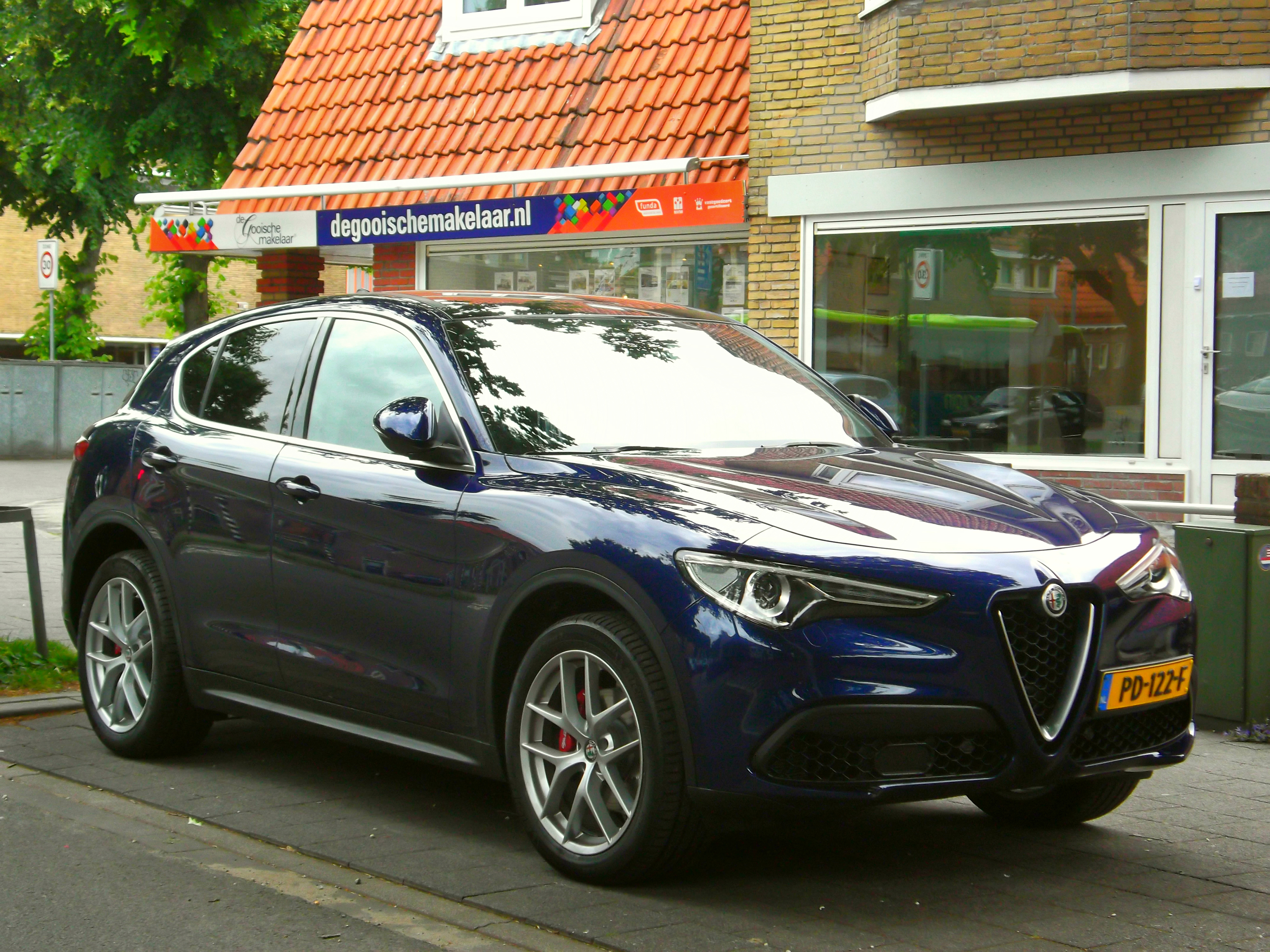
Voorkant
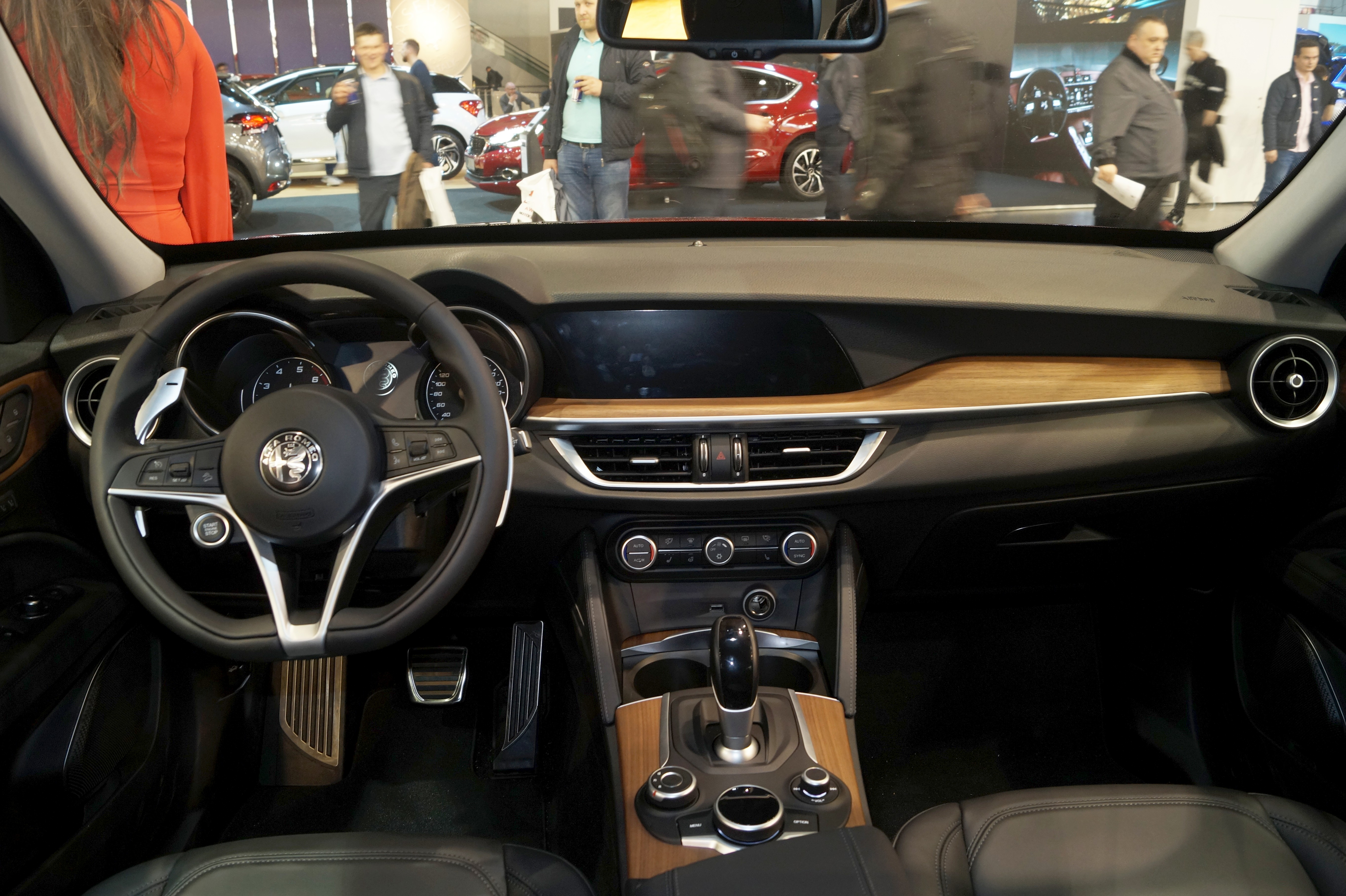
Interieur
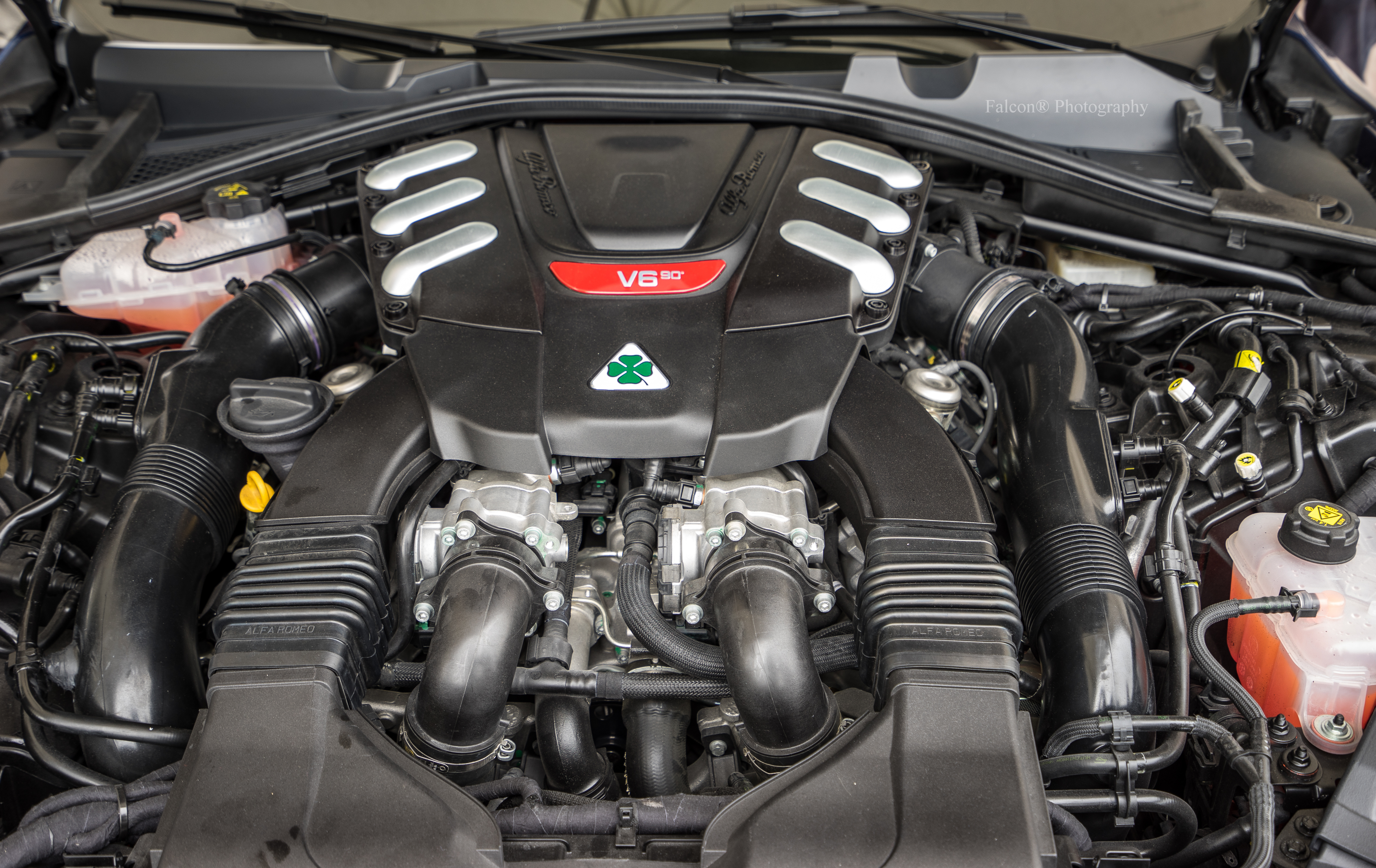
De 510pk sterke 2.9L V6 twin turbo motor uit de Quadrifoglio

## Uitvoeringen
| Motor | Cilinderinhoud | Vermogen (CE)        | Koppel (CE)                   | Topsnelheid    | 0–100 km/h (0–60 mph) | Gecombineerd verbruik (CE) | CO2 emissies (CE) |
| Benzinemotoren | Benzinemotoren | Benzinemotoren       | Benzinemotoren                | Benzinemotoren | Benzinemotoren        | Benzinemotoren             | Benzinemotoren    |
| --- | -------------- | -------------------- | ----------------------------- | -------------- | --------------------- | -------------------------- | ----------------- |
| 2.9 L 90° V6 24v Twinturbo 690T                                                                                        | 2891 cc        | 512 pk bij 6.500 rpm | 600 Nm bij 2.500–5.500 toeren | 285 km/h       | 3.9 s                 |                            |                   |
| 2.0 L viercilinder GME MultiAir Turbo                                                                                  | 1995 cc        | 280 pk bij 5.250 rpm | 400 Nm bij 2.250-4.500 toeren | 230 km/h       | 5.4 s                 | 7.0 L/100 km               | 161               |
| 2.0 L viercilidner GME MultiAir Turbo                                                                                  | 1995 cc        | 200 pk               | 330 Nm bij 1.750 rpm          | 215 km/h       | 7.2 s                 | 7.0L/100 km                | 161               |
| Dieselmotoren |                |                      |                               |                |                       |                            |                   |
| 2.2 L viercilinder Multijet II                                                                                         | 2143 cc        | 210 pk               | 470 Nm bij 1.750 rpm          | 235 km/h       | 6.6 s                 | 4.8 L/100 km               | 127               |
| 2.2 L viercilinder Multijet II                                                                                         | 2143 cc        | 180 pk               | 450 Nm bij 1.750 rpm          | 210 km/h       | 7.6 s                 | 4.7 L/100 km               | 124               |
| 2.2 L viercilinder Multijet II                                                                                         | 2143 cc        | 150 pk               | 450 Nm bij 1750 rpm           | 198 km/h       | 8.8 s                 | 4.7L/100 km                | 124               |
| Standaard geleverd met 8-traps automatische transmissie. Keuze uit Q4 vierwielaandrijving of Q2 achterwielaandrijving. |                |                      |                               |                |                       |                            |                   |